# Éguzon-Chantôme
 Éguzon-Chantôme  es una población y comuna francesa, en la región de  Centro, departamento de Indre, en el distrito de La Châtre y cantón de Éguzon-Chantôme.

## Demografía
| 1559 | 1605 | 1520 | 1459 | 1384 | 1373 |
| Para los censos de 1962 a 1999 la población legal corresponde a la población sin duplicidades (Fuente: INSEE [Consultar]) |      |      |      |      |      |